# Дарченко Дмитро Григорович
Дмитро Григорович Дарченко (рос. Дмитрий Григорьевич Дарченко; 25 грудня 2000, Павловський, Росія — 29 серпня 2023, Роботине, Україна) — російський військовик, прапорщик ПДВ РФ. Герой Російської Федерації.

## Біографія
В 2018 році закінчив Павловську середню загальноосвітню школу №62, після чого вступив на факультет середньої професійної освіти Рязанського повітрянодесантного командного училища. Після закінчення училища в 2021 році призначений командиром взводу (ремонтного та евакуації техніки) ремонтної роти 237-го десантно-штурмового полку. З 24 лютого 2022 року брав участь у вторгненні в Україну. В 2023 році бився в Луганській, з літа — в Запорізькій області. Загинув у бою. 11 вересня 2023 року був похований в рідному хуторі.

## Нагороди
- Орден Мужності
- Медаль «За відвагу»
- Медаль «За бойові заслуги»
- Звання «Герой Російської Федерації» (11 березня 2024, посмертно) — «за мужність і героїзм, проявлені під час виконання військового обов'язку.» 14 червня медаль «Золота зірка» була передана рідним Дарченка.